# نيكولاي كلابكاريك
نيكولاي كلابكاريك (بالألمانية: Nicolai Klapkarek)‏ (مواليد 16 يوليو 1965) هو سبّاح ألماني، مثّل بلاده في الألعاب الأولمبية الصيفية 1984.

## روابط خارجية
نيكولاي كلابكاريك على موقع الاتحاد الدولي للسباحة (الإنجليزية)
- نيكولاي كلابكاريك على موقع أوليمبيديا (الإنجليزية)